# Pavillon de l'eau
Le Pavillon de l’eau est un lieu d’information et de sensibilisation du public sur l’eau appartenant à la ville de Paris et géré par Eau de Paris, régie municipale chargée de la production et de la distribution de l’eau dans Paris. Eau de Paris y propose une exposition permanente consacrée au schéma d’alimentation en eau de la capitale, des expositions temporaires, des animations pour enfants (animations pédagogiques, projections, spectacles…) et des rencontres thématiques.
Depuis 2024, le site accueille la Maison de l'Europe de Paris.

## Accès
Situé 75-77 avenue de Versailles (16e arrondissement de Paris), le Pavillon est desservi par la ligne de métro 10 à la station Mirabeau et la ligne C du RER à la gare de Javel.
Le site est aussi visible, mais non accessible, depuis le quai Louis-Blériot.

## Historique

### La première pompe

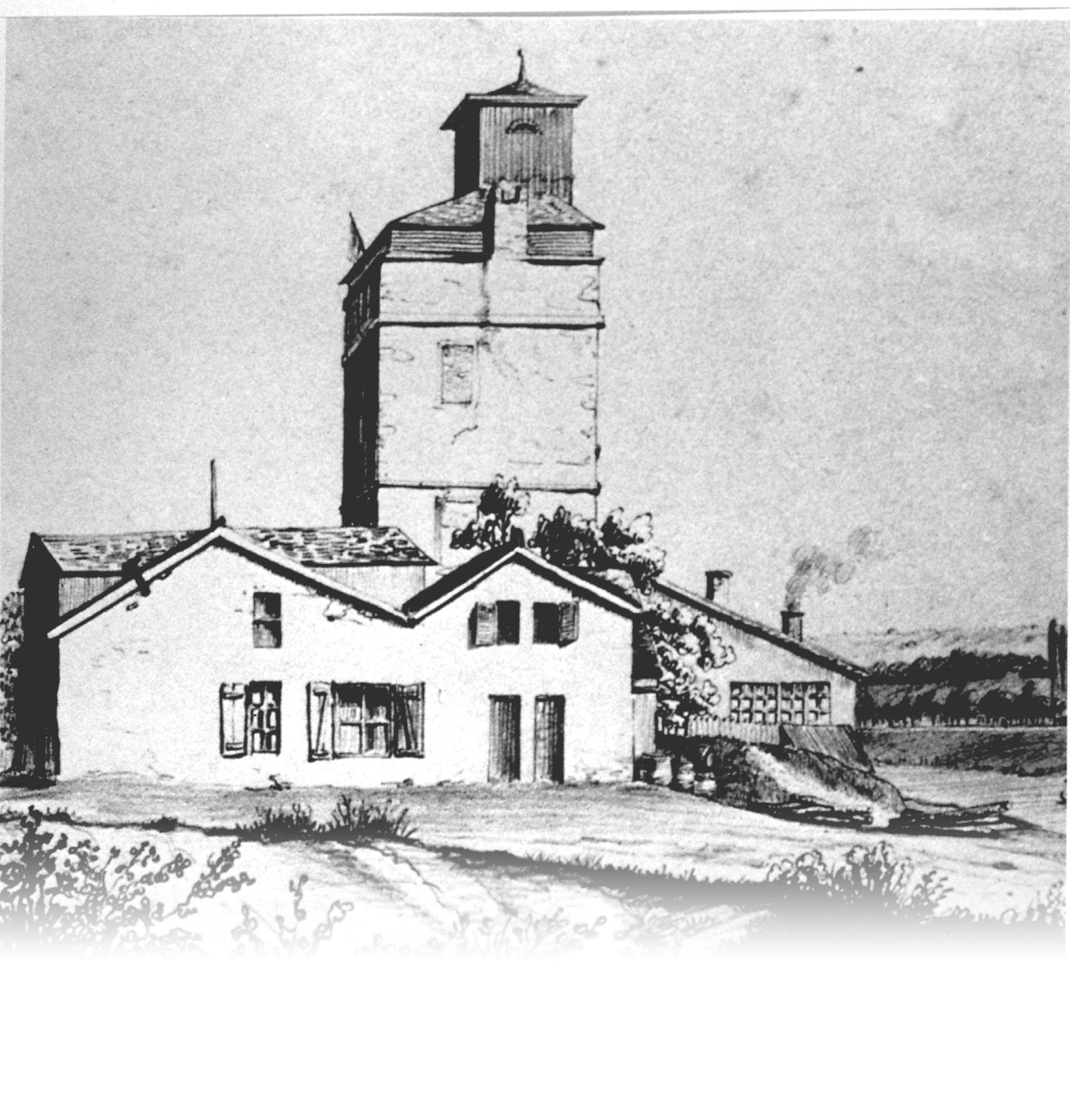
Ancienne pompe à feu d'Auteuil.

C’est en 1828 qu’est installée, sur une bande de terrain située entre le quai d'Auteuil et la route de Versailles, une pompe à feu permettant de puiser l’eau dans la Seine et de l’élever vers les petits réservoirs de Passy, près du cimetière. L’objectif est d’alimenter en eau les communes d’Auteuil et de Passy, rattachées à Paris par la loi du 16 juin 1859.
Existe aussi en amont de la Seine la pompe à feu de Chaillot, destinée à alimenter le quartier du même nom mais dont l'usure est pointée du doigt, de même que la fumée de ses cheminées alors que ses alentours sont de plus en plus urbanisés. Il est donc décidé de la délocaliser.

### Construction d'une nouvelle pompe
À la fin du XIXe siècle, ces anciennes pompes à feu situées à l’ouest de la capitale apparaissent donc désormais désuètes. Le conseil municipal de Paris vote alors la réalisation d’une nouvelle usine élévatoire pouvant alimenter en eau de Seine les nouveaux réservoirs de Passy, destinée au bois de Boulogne et à l'entretien des rues. En 1899, les membres de la Chambre de commerce de Paris s'enthousiasment au sujet du déménagement de la pompe de Chaillot : « Le transfert d’une usine centrale dans un quartier moins habité et, par conséquent, sur des terrains d’une moindre valeur, aura pour avantage l’augmentation du débit des eaux à un prix peu élevé »,
L'usine est construite sur le terrain de l'ancienne pompe à feu d'Auteuil à partir de 1900 par la société Pacotte et bénéficie de récentes innovations. Elle se compose de deux bâtiments distincts abritant, côté rue, la salle des machines et côté quai, la salle des chaudières. Celles-ci font mouvoir des pompes qui puisent l'eau du fleuve. L'eau, non potable, est ensuite filtrée grossièrement,.
Les façades de cette halle industrielle comprennent plusieurs niveaux, commençant par un soubassement en meulière, les murs se poursuivant ensuite par de la brique claire percée de baies vitrées cerclées de brique rouge, tandis que la charpente et la corniche sont en métal. De vastes toitures surmontées de lanterneaux permettent à la fois un éclairage zénithal et une ventilation adaptée. Une haute cheminée en brique, aujourd’hui disparue, se dresse à l’articulation des deux bâtiments,.
Cependant, cette nouvelle usine s’avère également très consommatrice de charbon et difficilement adaptable à l’évolution de nouvelles machines plus performantes. Aussi, au lendemain de la Première Guerre mondiale, un nouveau projet est lancé. Il verra le jour en 1925 à quelques mètres : c’est l'usine B, en brique rouge (93 avenue de Versailles), la date de construction figurant sur son fronton,.

Les bâtiments vus depuis l'avenue de Versailles
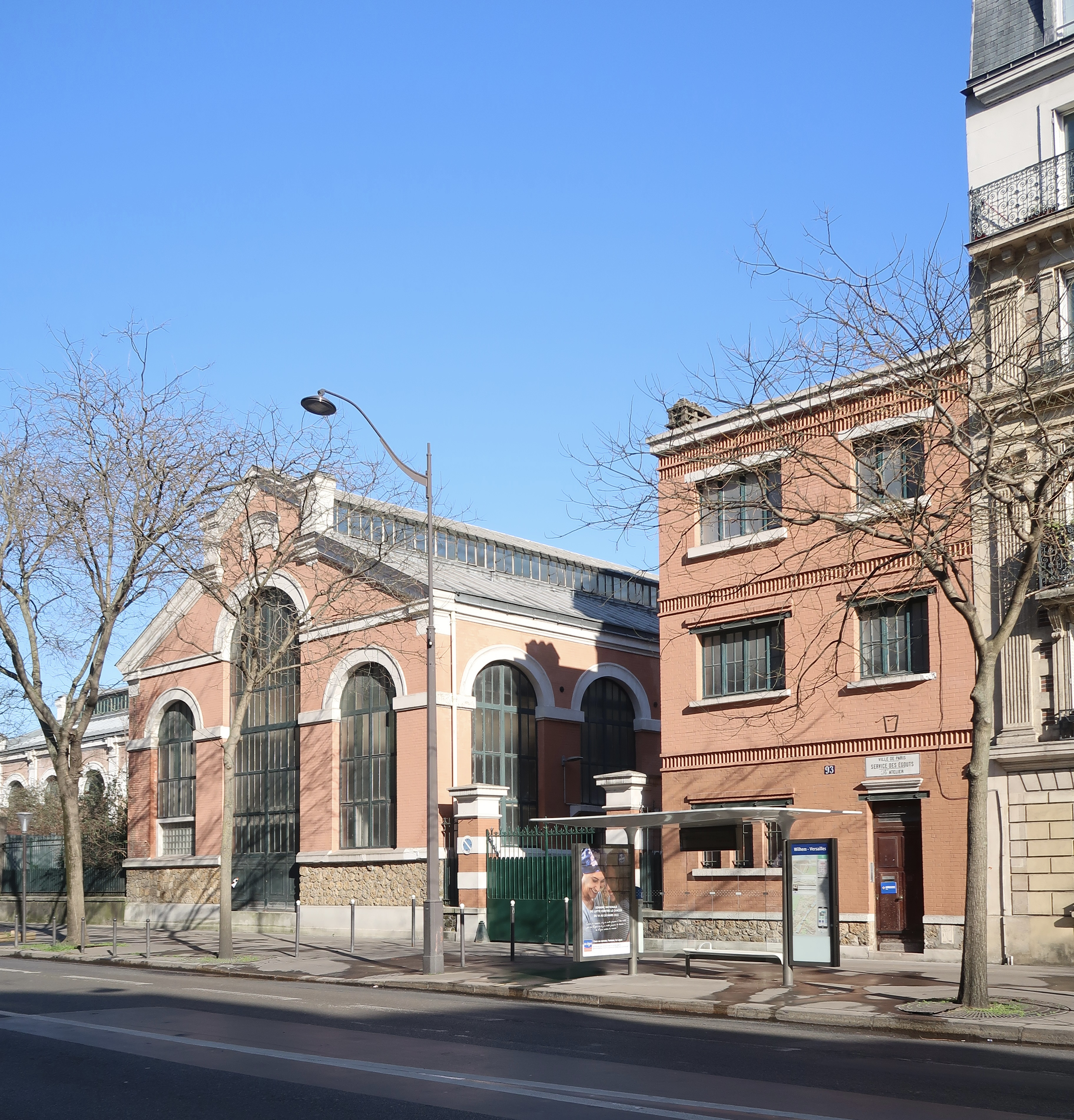
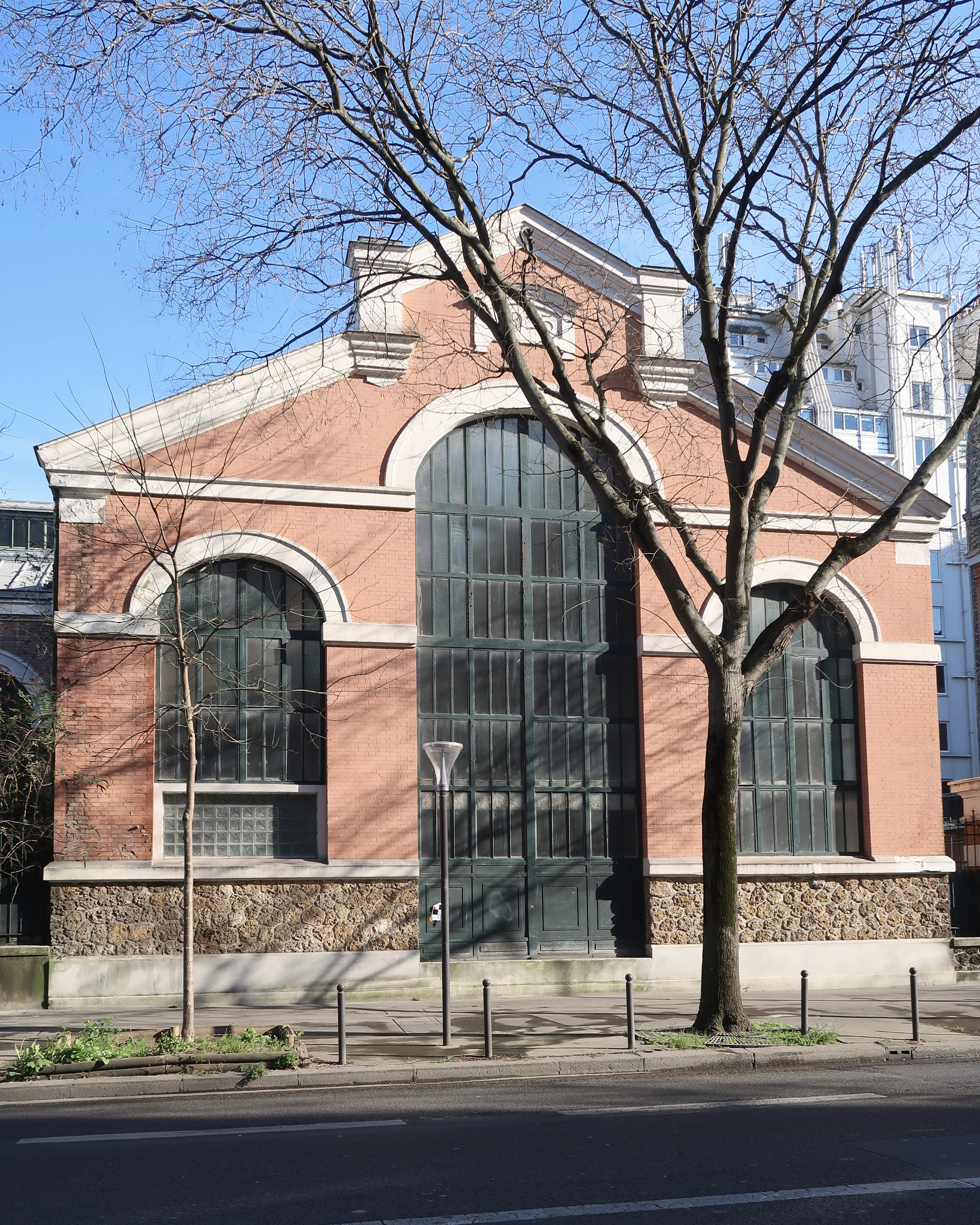
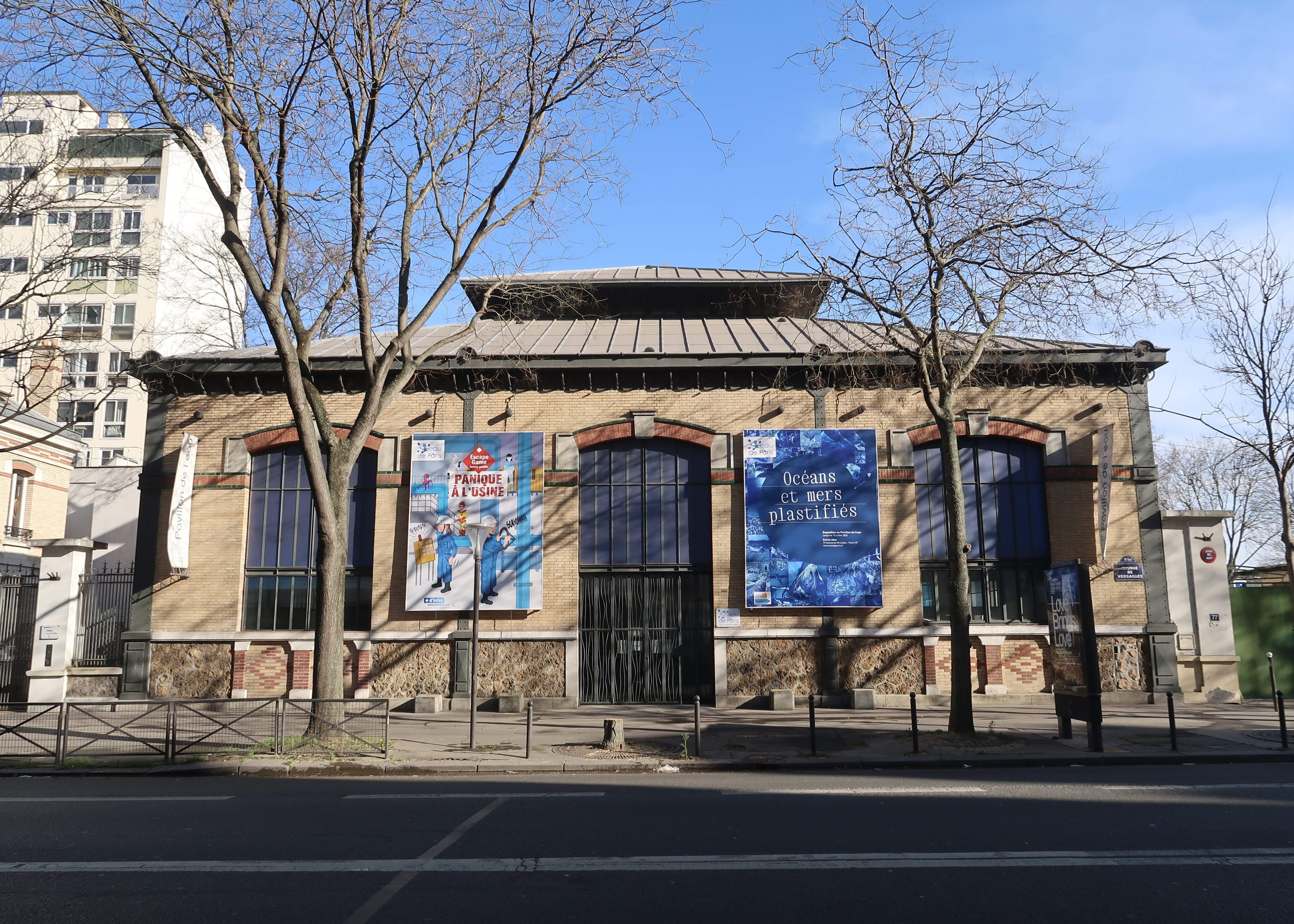

### Réaménagements et réaffectations
En 1955, l’usine A est désaffectée. La salle des machines devient d’abord un garage à voitures, puis accueille des services administratifs jusqu’à sa reconversion en 2007 pour devenir le Pavillon de l’eau,.
Quant à l'usine B, elle est modernisée en 1952, l'électricité se substituant au charbon. Elle fonctionne encore de nos jours, l'eau qu'elle pompe étant utilisée pour remplir les lacs du bois de Boulogne, arroser des espaces verts et nettoyer les rues. Elle ne se visite pas. À noter qu'il existe deux autres usines de pompage à Paris : celle de La Villette date de 1989 et celle d'Austerlitz de 1994.
Le Pavillon de l'eau, c'est-à-dire l'usine A, ainsi que l'usine B et son escalier métallique, sont inscrits au titre des monuments historiques depuis le 30 janvier 2020.
En 2024, le Pavillon de l'Eau devient la Maison de l’Europe, « pour favoriser l’information et le débat sur les enjeux européens »,.

Les bâtiments vus depuis le quai Louis-Blériot
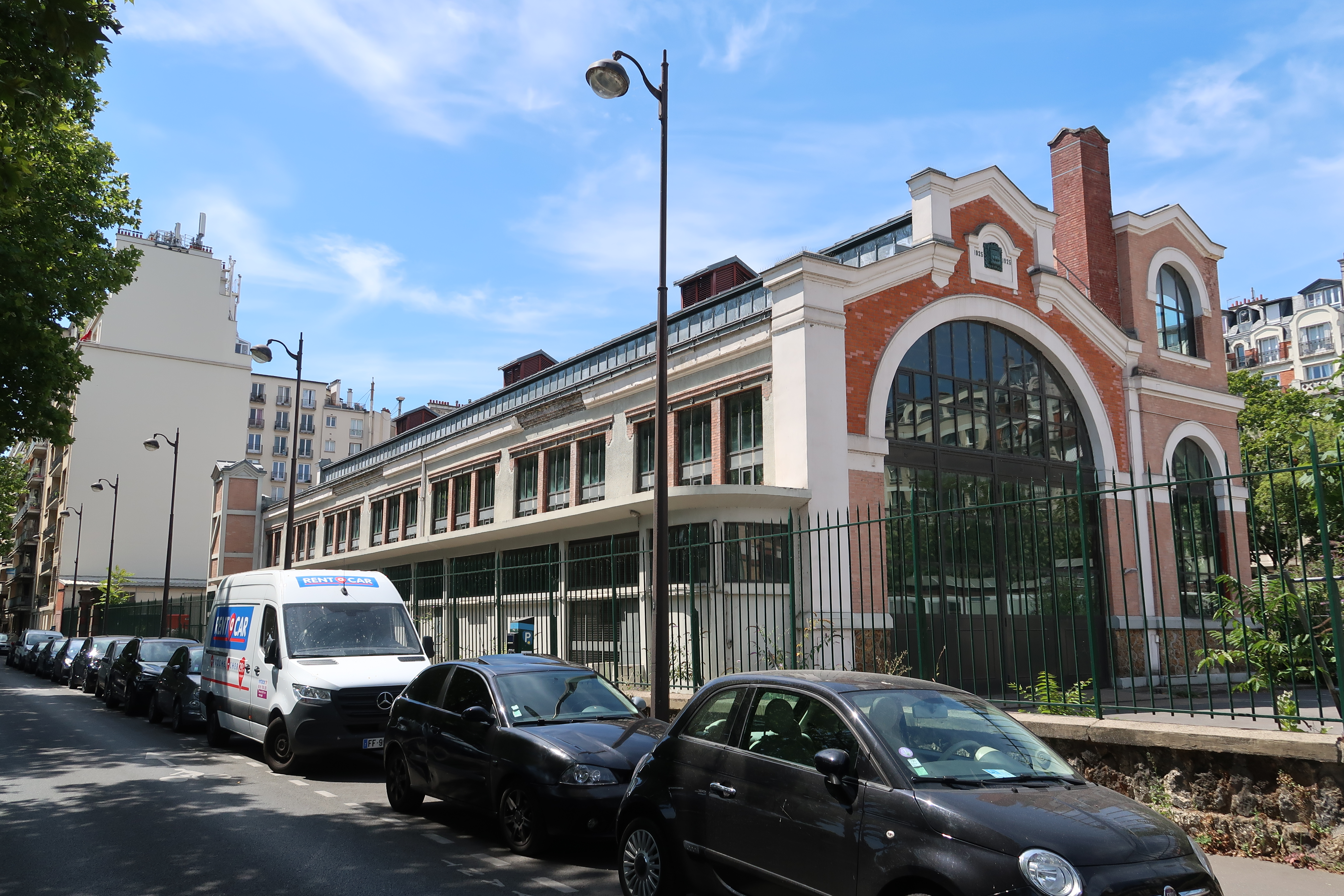
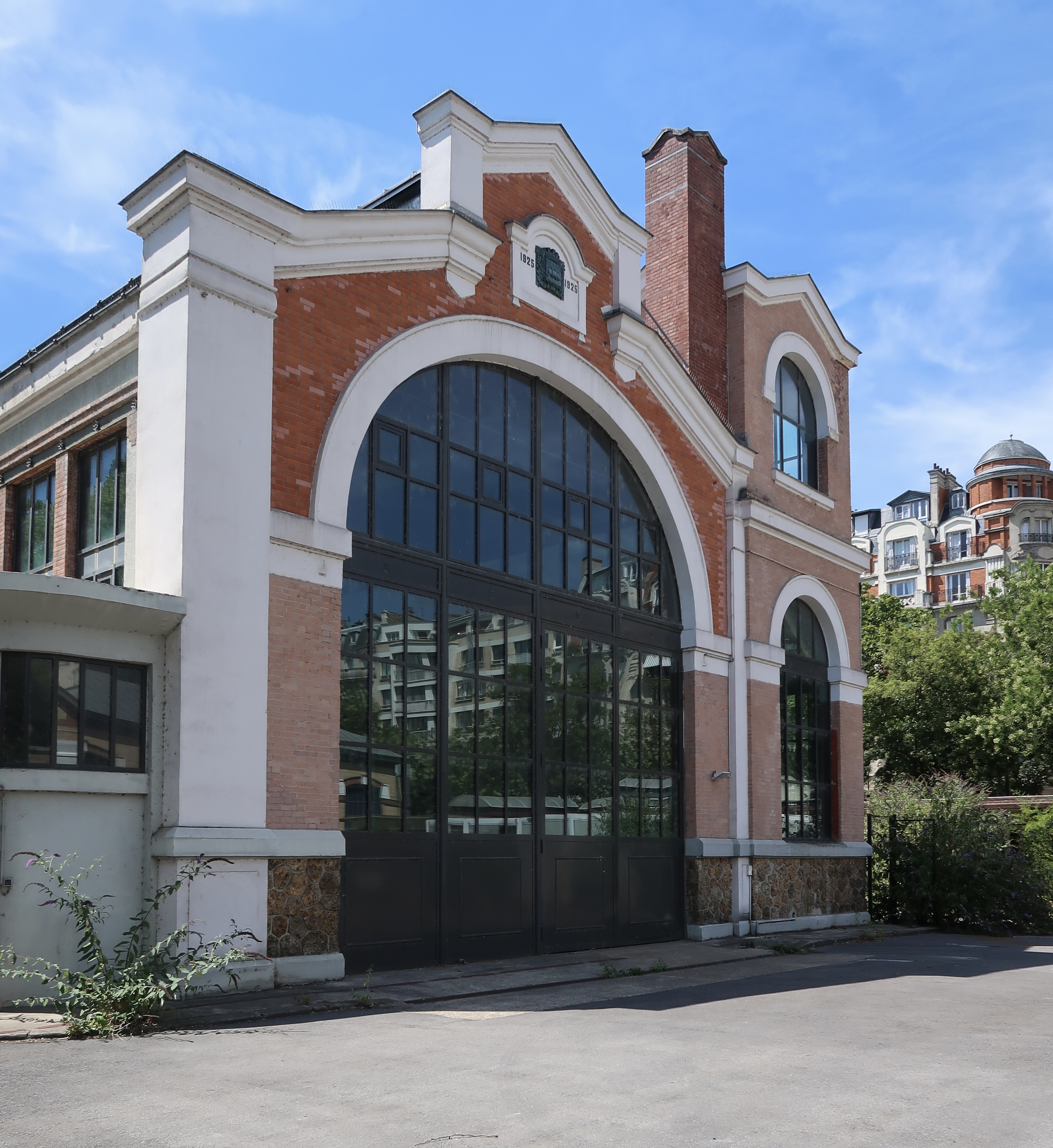
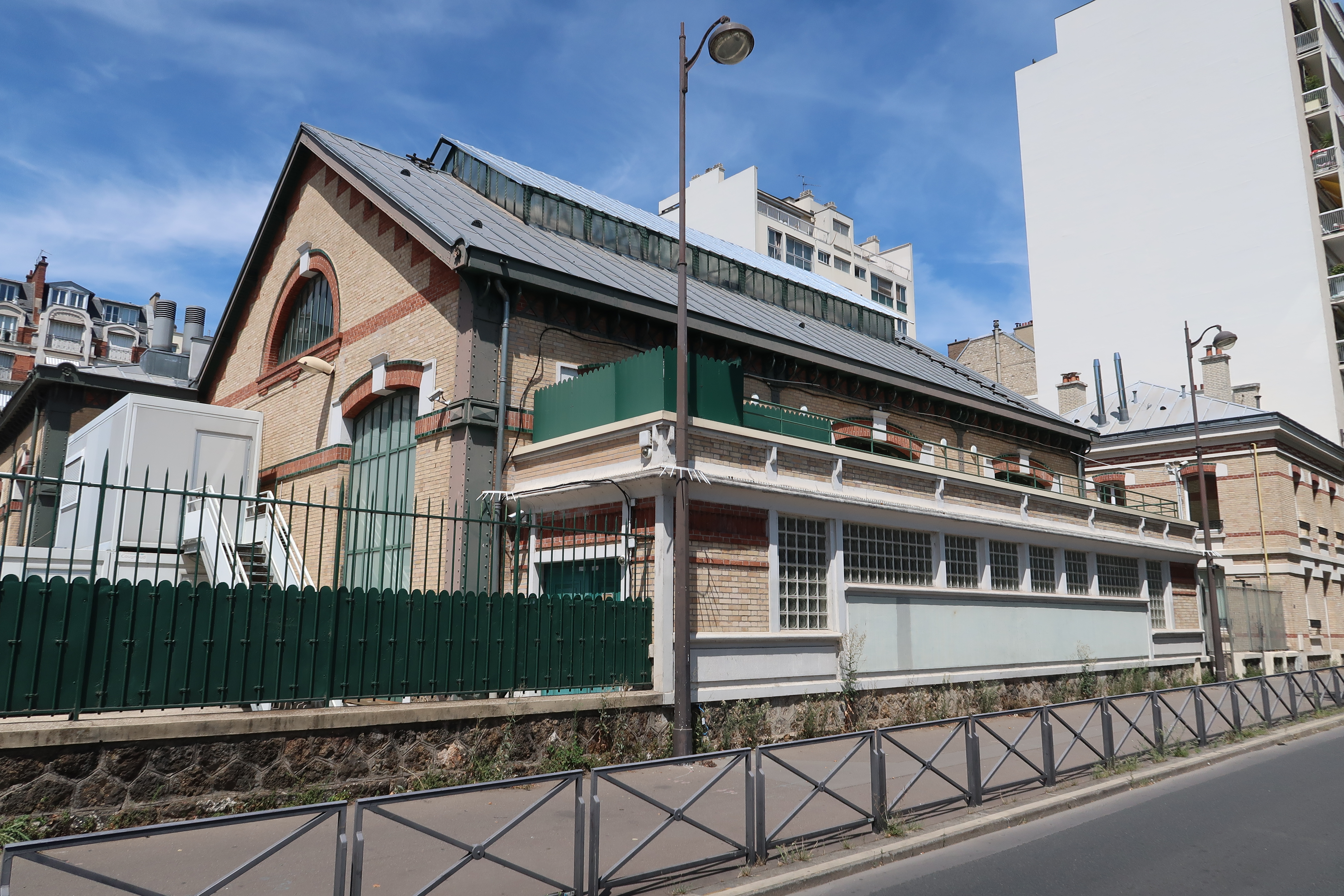

## Exposition permanente

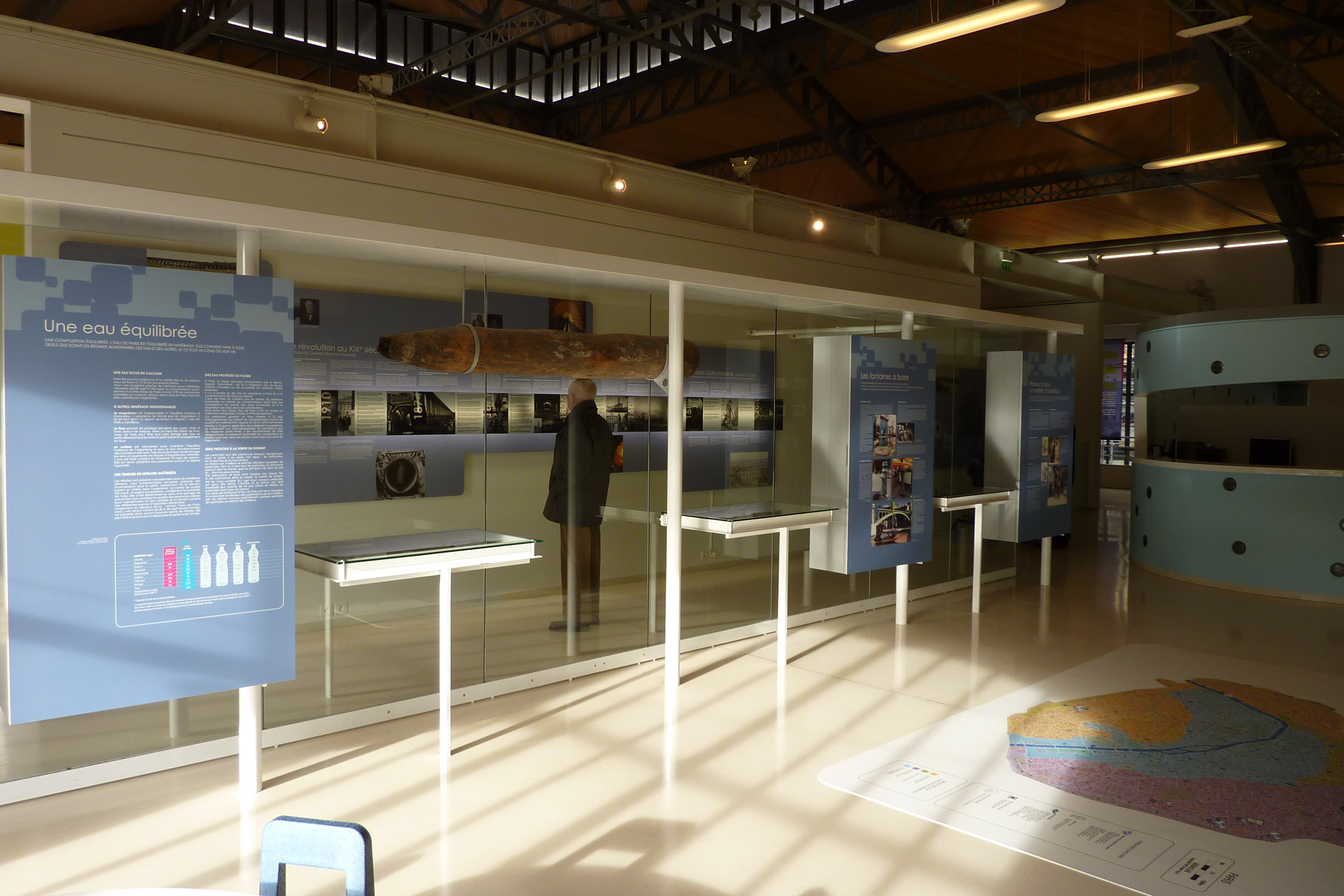
« Alimenter Paris en eau ».

« Alimenter Paris en eau » présente une exposition sur l’alimentation en eau de Paris et son histoire des aqueducs gallo-romains à nos jours.
L'histoire de l’eau à Paris est une « épopée » au long cours et la Seine en est le cœur. Paris est née et s'est développée avec l'eau. Depuis le début de notre ère, quand Paris s’appelait encore Lutèce, la ville a connu quatre grandes périodes dans l’adduction de l’eau. L’époque gallo-romaine, le Moyen Âge, l’époque moderne et enfin l’époque de la révolution industrielle du XIXe siècle. Cette dernière marque un tournant radical dans l’approvisionnement en eau de la cité. Elle pose les jalons du service public de l’eau d’aujourd’hui.

## Expositions temporaires

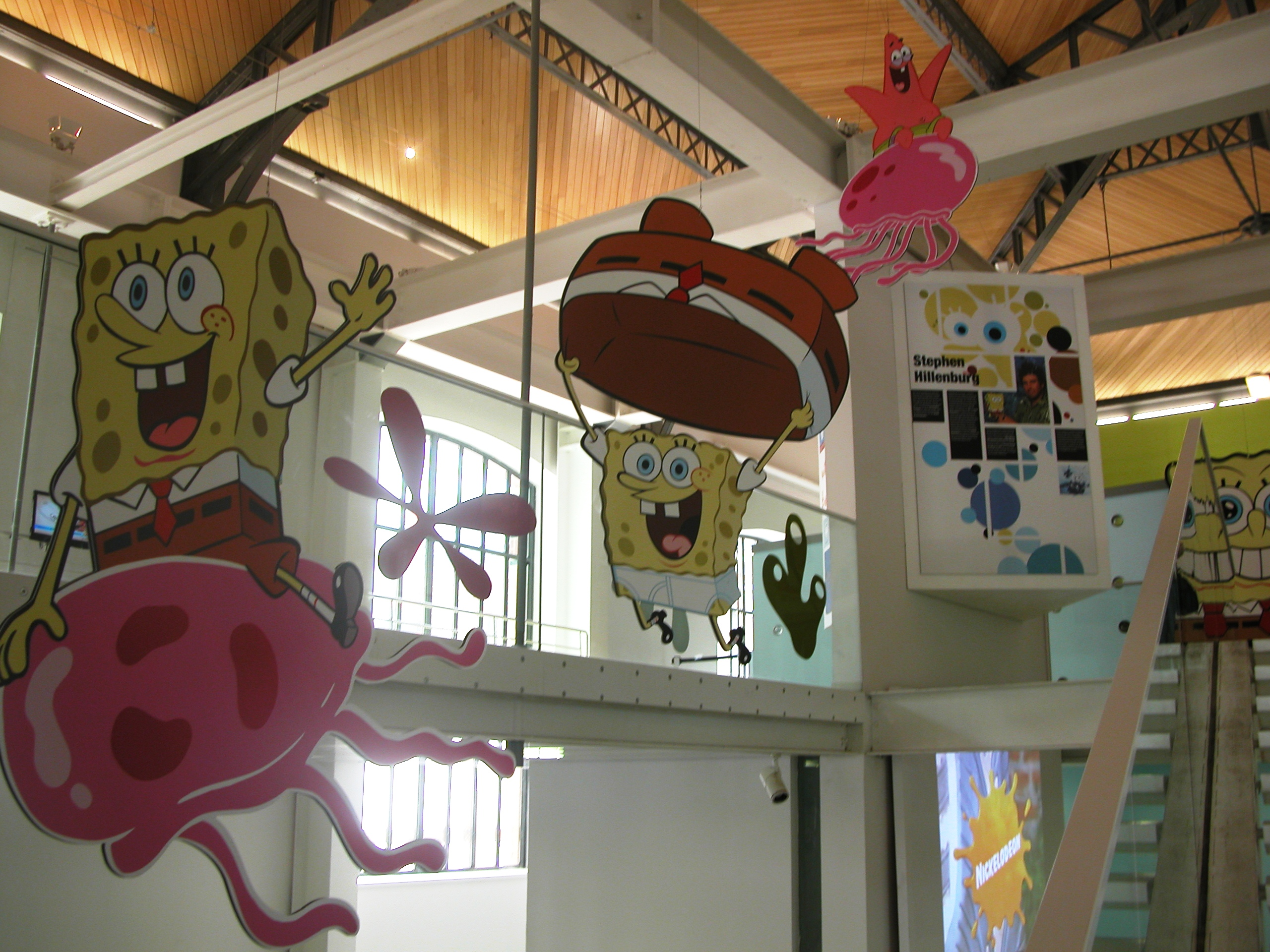
« Bob l'Éponge ».

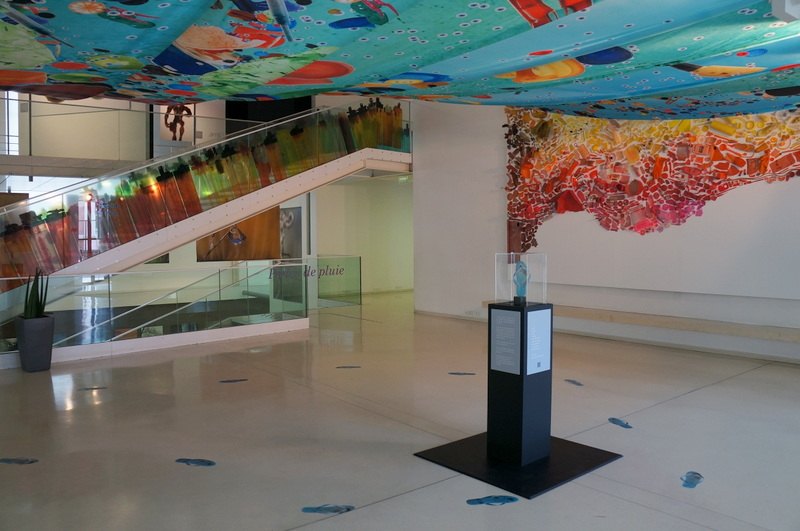
« Ta mer en tongs ».

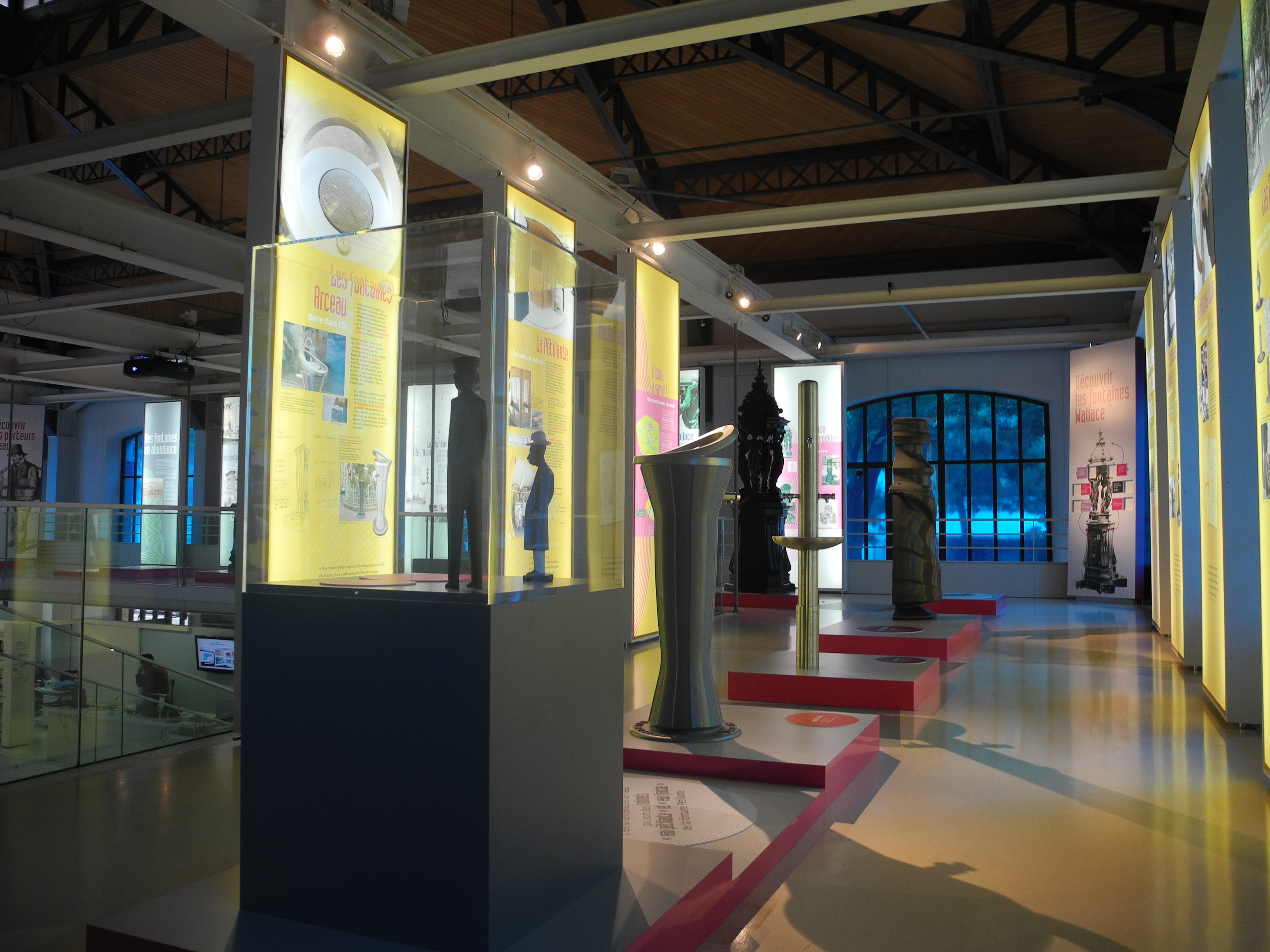
« À boire, à voir ».

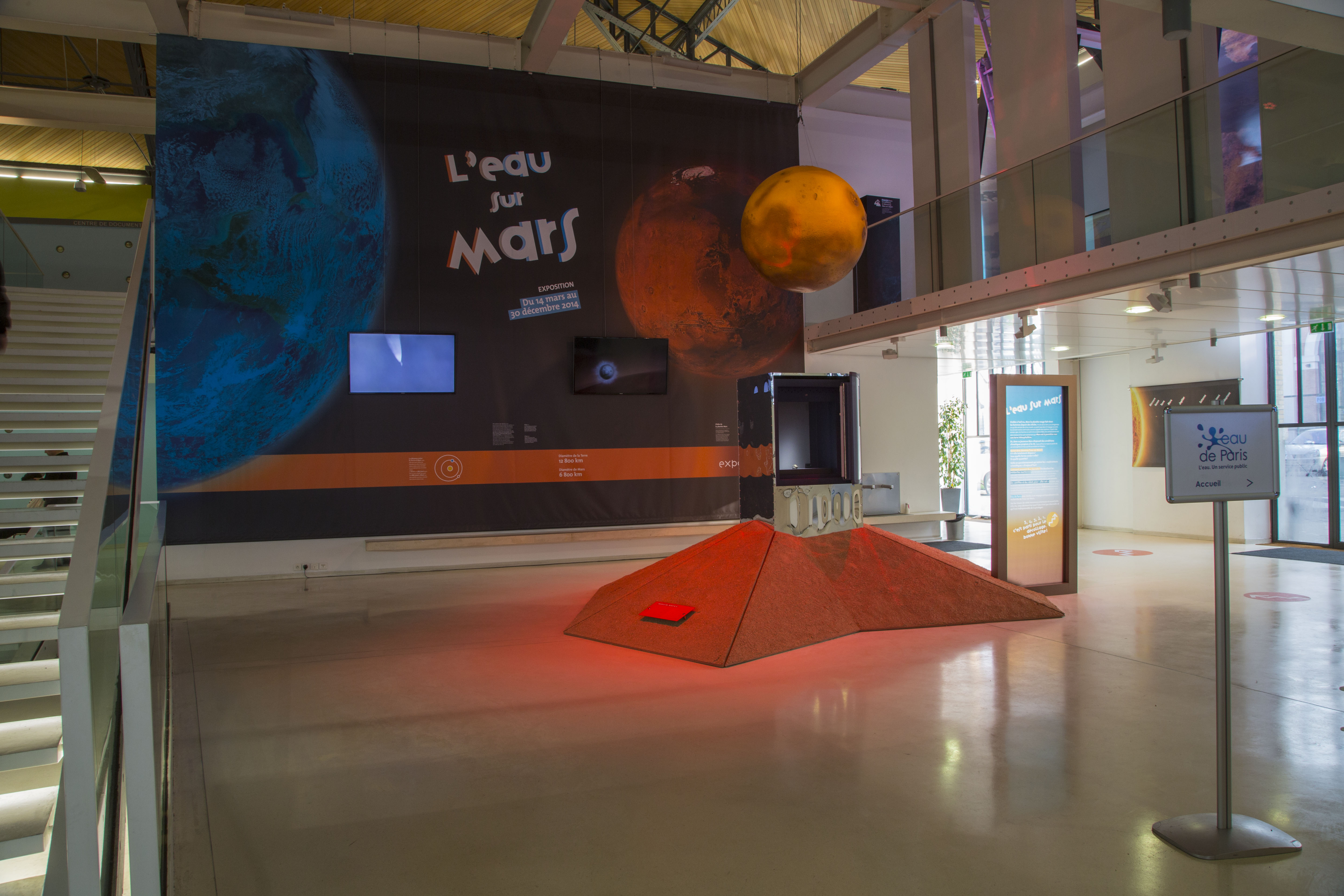
« L'eau sur Mars ».

### 2007
- « Paris, dessine-moi ton eau[10] »
- « Ces métiers qui donnent l’eau potable aux Parisiens[11] »
- « Paris : vues d'en eaux[12] »

### 2008
- « Les défis de l’eau[13] »
- « Senseauriel[14],[15] »
- « La carafe en toute transparence[16] »

### 2009
- « Seine parisienne[17] »
- « Bob l'éponge comme vous ne l'avez jamais vu[18] »

### 2010
- « La grande crue de 1910 et aujourd’hui[19],[20] ? »
- « De l’eau pour Paris ! Haussmann/Belgrand, naissance d’un service public[21],[22] »

### 2011
- « Eau secours[23],[24] »
- « Eau + Art + Design[25] »

### 2012
- « L’eau, trésor de l’Himalaya[26] »
- « + 2 °C… Paris s'invente[27] ! »
- « Perles de pluie[28] »
- « Ta mer en tongs. Quand les océans débordent de nos objets[29],[30] »

### 2013
- « Métamorphoses des fluides[31] »
- « À boire, à voir. À la découverte des fontaines parisiennes[32] »
- « 10 ans de publicité pour sauver les océans[33] »
- « Réflexions sur l’eau[34] »
- « Enquête sur l'eau[35] »
- « Dessus/dessous : aqueduc Médicis[36] »

### 2014
- « Aqueducs, des chemins pour l'eau[37] »
- « SOS, le dessin de presse prend l'eau[38] »
- « L'eau sur Mars[39] »

### 2015
- « Ma Terre vue de l’espace[40] »
- « O ! l'expo. L'eau dans tous ses états[41],[42] »
- « Femmes de l'eau[43] »

### 2018
- Prix du Graffiti & du Street Art 2018[44]
- « L'Eau à Paris, alimenter Paris en eau : de la source au robinet[45] »